# Sigmaxinella flabellata
Sigmaxinella flabellata är en svampdjursart som först beskrevs av Carter 1885.  Sigmaxinella flabellata ingår i släktet Sigmaxinella och familjen Desmacellidae. Inga underarter finns listade i Catalogue of Life.